# Bryan Caplan
Bryan Douglas Caplan (n. 8 aprilie 1971, Northridge⁠(d), California, SUA) este un economist și autor american. Caplan este profesor de economie la Universitatea George Mason⁠(d), cercetător la Centrul Mercatus⁠(d), cercetător adjunct la Institutul Cato⁠(d) și fost colaborator al blogului Freakonomics⁠(d) și al EconLog. În prezent, acesta publică articole pe propriul blog intitulat Bet on It. Caplan este un adept al „liberalismului economic”. Acesta este specializat în economie comportamentală și economie publică⁠(d), fiind interesat de teoria alegerii publice⁠(d).

## Biografie
Caplan are o licență în economie în cadrul Universității din California, Berkeley (1993) și un doctorat în economie de la Universitatea Princeton (1997).

## Lucrări

### The Myth of the Rational Voter
Lucrarea The Myth of the Rational Voter⁠(d): Why Democracies Choose Bad Policies, publicată în 2007, dezvoltă conceptul de „iraționalitate rațională” abordat în scrierile anterioare ale autorului. Pornind de la Survey of Americans and Economists on the Economy, acesta susține că în rândul alegătorilor există convingeri părtinitoare sistematice despre numeroase subiecte economice. Caplan menționează că iraționalitatea rațională⁠(d) este o explicație pentru eșecul democrației.Cartea a fost recenzată atât în The Wall Street Journal, The New York Times și The New Yorker, cât și în publicații academice precum Journal of Libertarian Studies, Public Choice⁠(d), Libertarian Papers și The Independent Review⁠(d). A fost vehement criticată de Rupert Read în jurnalul European Review⁠(d).

### Selfish Reasons to Have More Kids
În 2011, Caplan și-a publicat a doua carte, intitulată Selfish Reasons to Have More Kids, unde susținea că oamenii se implică prea mult în creșterea copiilor și, prin urmare, sunt speriați de ideea de a avea copii. Cartea menționează că odată ce costurile percepute pentru creșterea copiilor (în termeni de cheltuieli și efort) au scăzut, ar fi normal ca oamenii să aibă mai mulți copii conform cererii și ofertei. Cartea a fost recenzată în The Wall Street Journal, The Guardian, RealClearMarkets⁠(d) și The Washington Times. De asemenea, a condus la dezbateri sponsorizate de The Wall Street Journal și The Guardian. The Guardian l-a convins pe Caplan să participe la o dezbatere cu Amy Chua⁠(d) despre meritele unui stil parental strict. Cartea a fost prezentată și la National Public Radio⁠(d). Kirkus Reviews a descris-o ca fiind „inconsistentă și neconvingătoare”.

### „Testul Turing ideologic”
Într-o postare de pe blogul său din iunie 2021, intitulată „Testul Turing ideologic”, acesta contestă afirmația economistului Paul Krugman conform căreia liberalii pot prezenta cu precizie opiniile conservatorilor, însă nu și viceversa. Caplan a propus un test asemănător testului Turing: în loc să observăm dacă un Chatbot a imitat cu cu precizie o persoană, testul va judeca dacă o persoană a prezentat cu precizie convingerile oponenților săi ideologici spre satisfacția acestora. Testul a fost preluat de alți scriitori, iar în prezent se spune despre cineva că poate (sau nu poate) „trece un test Turing ideologic” dacă este capabil (sau incapabil) să înțeleagă și să prezinte cu precizie argumentele unui adversar.

### The Case Against Education
Lucrarea The Case Against Education: Why the Education System Is a Waste of Time and Money⁠(d) a fost publicată în 2018 de Princeton University Press. Influențat de conceptul economic de job market signalling⁠(d) și de cercetările din psihologia educației, Caplan susține că mare parte din învățământul superior este ineficient și are un impact infim asupra îmbunătățirii capitalului uman, în ciuda consensului din economia muncii despre care autorul declară că ia teoria capitalului uman de-a gata.

### Open Borders: The Science and Ethics of Immigration
Caplan și caricaturistul Zach Weinersmith⁠(d) al Saturday Morning Breakfast Cereal⁠(d) au dezvoltat o carte de nonficțiune intitulată Open Borders: The Science and Ethics of Immigration⁠(d). Aceasta a fost lansată pe 29 octombrie 2019.
Tyler Cowen⁠(d) a numit-o „un reper în educația economică, în modul de prezentare a ideilor economice și în integrarea analizei economice și a imaginilor grafice”. The Economist a lăudat cartea și a descris-o drept „un model de argumentare politicoasă, convingătoare”.
Deși National Review a declarat că lucrarea este „o lectură amuzantă” și bine prezentată, aceștia au scos în evidență că autorul nu a abordat unele argumente împotriva politicii granițelor deschise⁠(d) și a sugerat  că problema a fost suprasimplificată.

## Convingeri
Caplan a fost menționat ca fiind unul dintre principalii susținători ai politicii granițelor deschise în articolele din The Atlantic și Vox⁠(d). De asemenea, a fost citat pe problema imigrației în reviste precum Huffington Post și Time.
Convingerile sale anarho-capitaliste au fost discutate de Brian Doherty⁠(d) în cartea sa Radicals for Capitalism⁠(d) și în revista Reason⁠(d). Caplan a susținut că anarho-capitaliștii au o abordare mai bună a istoriei gândirii anarhiste⁠(d) decât „anarhiștii de masă” sau „anarhiștii de stânga⁠(d)”. Acest argument a fost contestat de alți anarhiști.

## Viața personală
Caplan este căsătorit cu Corina Caplan, are patru copii și locuiește în Oakton, Virginia⁠(d). 